# Foster City
Foster City é uma cidade localizada no estado americano da Califórnia, no Condado de San Mateo. Foi incorporada em 1971. Possui quase 34 mil habitantes, de acordo com o censo nacional de 2020.

## Geografia
De acordo com o Departamento do Censo dos Estados Unidos, a cidade tem uma área de 51,4 km², dos quais 9,8 km² estão cobertos por terra e 41,6 km² (80,9%) por água.

### Localidades na vizinhança
O diagrama seguinte representa as localidades num raio de 8 km ao redor de Foster City.

## Demografia
Desde 1970, o crescimento populacional médio, a cada dez anos, é de 37,9%.

### Censo 2020
De acordo com o censo nacional de 2020, a sua população é de 33 805 habitantes e sua densidade populacional de 3 446,4 hab/km². Seu crescimento populacional na última década foi de 10,6%, acima do crescimento estadual de 6,1%. É a sétima cidade mais populosa e também a quarta mais densamente povoada do condado de San Mateo.
Possui 13 558 residências que resulta em uma densidade de 1 382,2 residências/km² e um aumento de 8,8% em relação ao censo anterior. Deste total, 4,9% das unidades habitacionais estão desocupadas. A média de ocupação é de 2,6 pessoas por residência.
A renda familiar média é de 158 529 dólares e a taxa de emprego é de 65,1%.

### Censo 2010
Segundo o censo nacional de 2010, a sua população era de 30 567 habitantes e sua densidade populacional de 3 138,83 hab/km². Possuía 12 458 residências que resultava em uma densidade de 1 279,27 residências/km².